# Chytrá karanténa
Termínem Chytrá karanténa (dále též ChK) byl nazván systém, který má v ČR vést k včasnému zachycení, testování a izolaci osob potenciálně nakažených nemocí covid-19. Jeho součástí je vytipování kontaktů, na které tito lidé mohli přenést virus. Cílem systému je omezení nutnosti celostátního sociálního distancování, plošné karantény známé jako lockdown a obdobných opatření.
Chytrá karanténa má fungovat na principu trasování, telefonického obvolávání osob s pozitivním výsledkem testu na covid-19 a zjišťování jejich tzv. „rizikových kontaktů“, což jsou další osoby, s nimiž došlo ke styku po dobu alespoň 15 minut na vzdálenost menší než 2 metry. Systém navrhla k využití neformální skupina COVID19CZ a v současnosti ho v České republice provozuje Ministerstvo zdravotnictví. Součástí systému je i aplikace eRouška.
Podobné systémy lze najít v Jižní Koreji a Izraeli, kde ale jsou sbírána polohová data od všech obyvatel a následně předpokládají, že osoby, které se mohly dostat do styku s nakaženou osobou, samy od sebe nastoupí do karantény. Ve Spojených státech státy jako Kalifornie a Massachusetts odmítly automatické trasování kontaktů používat a zvolily ruční sledování.

## Historie
Chytrá karanténa je termín používaný v České republice pro systém zaváděný od března 2020 v souvislosti s pandemií covidu-19. Začali ji vyvíjet firmy a jednotlivci v rámci neformální skupiny COVID19CZ. Tato skupina navázala spolupráci s vládou. Vládu zastupovali Roman Prymula, tehdy náměstek ministra zdravotnictví, a generál Petr Procházka.
Podle ministra zdravotnictví Adama Vojtěcha ministerstvo v červenci do chytré karantény v roce 2020 chtělo nainvestovat 200 milionů korun a od září chtělo spustit Chytrou karanténu 2.0.
Hygienici již začátkem září varovali před tím, že kvůli vysokému počtu nových případů mají problém s trasováním kontaktů lidí, u kterých se prokázala nákaza.
Nová verze eRoušky však, na rozdíl od té první, s trasováním kontaktů nepomáhá, její účel je jiný (viz dále).

### Pilotní fáze
Spuštění Chytré karantény bylo oznámeno 2. 4. 2020. Systém byl otestován v Jihomoravském, Moravskoslezském a Středočeském kraji. Mezi hlavní problémy patřila komunikace mezi jednotlivými skupinami zapojených osob a dále malý počet testovaných. 
V průběhu testování dalo souhlas s využitím dat 98 % nemocných. Původní plán spuštění byl po Velikonocích 2020, 
z organizačních důvodů se ale spuštění posunulo na pondělí 20. dubna 2020.
Projekt takzvaného sebereportování, kdy pozitivně testovaný na covid-19 sám sepíše své kontakty, začal v pilotní verzi 25. září 2020.

### Historie eRoušky
Dokončení mobilní aplikace eRouška bylo oznámeno 11. 4. 2020. Aplikace byla původně omezena geograficky i technologicky, například pro telefony iPhone společnosti Apple byla eRouška k dispozici až od května.
Do konce léta 2020 mělo první verzi eRoušky nainstalovanou jen asi 250 000 lidí.
Další verze byla dostupná až od 18.9. Ministerstvo zdravotnictví a Národní agentura pro informační a komunikační technologie představili novou verzi 2.1, označovanou jako eRouška 2.0, založenou již na technologii Exposure Notification (Oznámení o možném kontaktu), vyvinuté společnostmi Google a Apple.

### Mapy.cz
Do systému Chytré karantény se snažily dostat i mapy.cz, které od března 2020 nabízejí svým uživatelům možnost nechat sledovat svoji pozici. V případě, že se daná osoba dostane do styku s nakaženým, systém ji zašle zprávu.
Aplikace průběžně porovnává velké množství anonymizovaných GPS dat. Na základě informací dobrovolně poskytnutých pozitivně testovanými lidmi (selfreporting) systém každý den vyhodnotí pravděpodobnost nákazy pro všechny uživatele, kteří si funkci sdílení polohy v aplikaci aktivovali. V případě, že tato pravděpodobnost přesáhne u některého z uživatelů kritickou mez, odešle mu aplikace upozornění na zvýšenou pravděpodobnost nákazy.
Seznam.cz jednal s ministerstvem zdravotnictví o napojení své aplikace na systém trasování kontaktů. Aplikace se však ani v říjnu 2020 součástí systému nestala. Seznam přesto službu nezastavil a službu i vlastní formulář dále marketingově podporuje.

## Popis systému
Člověk, který se dozví, že se nakazil onemocněním covid-19, je kontaktován krajskou hygienickou stanicí, aby společně s hygienikem identifikoval co největší počet rizikových kontaktů za posledních 5 dnů. Když k tomu nakažený dá souhlas, vytvoří hygienik na základě dat mobilních operátorů mapu míst, kde se tato osoba pohybovala. Poté, co si nakažený společně s hygienikem vzpomene na všechny potenciálně ohrožené osoby, jsou tito lidé informováni z call centra a je jim nařízena karanténa. 
Současně jsou ohrožené kontakty vyzvány k návštěvě odběrového místa za účelem otestování. V případě, že je test pozitivní, nově nakažený prochází stejným procesem. Osoby s pozitivním výsledkem na covid-19 jsou v databázi hygieny vedeni jako tzv. „1. hovory“, rizikové kontakty jako „3. hovory“. Délka karantény se liší, podle toho, zda se může dotyčný kontakt od nemocného izolovat. Pokud je izolace možná, karanténa trvá 10 dní od posledního kontaktu s infikovaným. V případě, že rizikový kontakt např. s pozitivní osobou sdílí domácnost, je karanténa stanovena na 15 dní.
Mezi doplňkové aplikace, které lze využít jako součást Chytré karantény patří dobrovolné předání lokalizačních dat mobilu a kreditních karet nakaženého operátorovi call centra, vyplnění formuláře sebetrasování 
nebo aplikace eRouška.

### Trasování covid-19
Cílem trasování je identifikovat rizikové kontakty člověka s pozitivním testem (potenciálně nakažené osoby) a izolovat je v karanténě. Hygienici považují za rizikový kontakt takový, který trvá více než 15 minut, lidé jsou k sobě blíž než na dva metry a nemají roušku nebo respirátor. Hygiena údajně nezjišťuje celý týden, ale jen pár dní zpětně. Podle sociologa Daniela Prokopa, vedoucího dlouhodobého sociologického šetření Život během pandemie, by přesto Češi měli hlásit v průměru okolo čtyř až pěti kontaktů.
Ministr zdravotnictví Ivan Blatný mluví zhruba o 70% úspěšnosti volání během 24 hodin.
červenec 2020
Vláda se dohodla na vzniku nové Rady pro zdravotní rizika, která dostala na starost i dohled nad Chytrou karanténou. Kompetence Ústředního krizového štábu byly oproti jaru podstatně zúženy, soustředí se především na koordinaci krajů.
září 2020
Vyšší míra kontaktů vytvářela zcela jinou situaci pro trasování, než která panovala v době jarní karantény. Průměrný člověk přicházel na konci letních prázdnin do třikrát více osobních kontaktů, než v březnu. Navíc lze předpokládat, že lidé, kteří byli aspoň nepřímo (přes další osobu) v kontaktu s nakaženým, patří k těm sociálně aktivnějším. To výrazně zvýšilo požadavky na trasování kontaktů nakažených.
leden 2021
Lidé nakažení koronavirem podle hlavní hygieničky Jarmily Rážové hlásí průměrně jen 0,72 rizikového kontaktu. Podle Rážové ale nejsou počty rizikových kontaktů zanesených v systému úplné také proto, že kontakty v rodině se neobvolávají a z trasování navíc úplně vypadávají děti. Podle kritiků ale lidé kontakty hlásit nechtějí například kvůli tomu, aby je nevystavili riziku ztráty příjmu kvůli karanténě. Určitě se chce nechat po kontaktu s nakaženým nebo při ztrátě čichu testovat jen třetina pracujících lidí. Testování a trasování se tak omezuje hlavně na osoby, které mají kontaktů méně, například seniory. Hlavním důvodem je údajně chybějící ekonomická motivace k testování a trasování. Pro lidi, kteří byli v kontaktu s nakaženým nebo cítí typické, ale nezávažné příznaky nemoci covid-19, je motivací k testování také dostupnost odběrového místa.
Jako jednotný systém pro evidenci dat sbíraných během trasování byla použita aplikace Daktela, která slouží jako grafické rozhraní pro obsluhu celého systému Chytré karantény a jednotný integrační bod pro ostatní doplňkové aplikace. Tato aplikace sloužící ke sjednocování komunikace prostřednictvím hovorů, e-mailů, web chatů a dalších kanálů  byla pro účely Chytré karantény specificky upravena, aby podporovala potřebné procesy jednotlivých pracovníků.

### Online dispečink intenzivní péče
Informační systém ÚZIS, který měl zajistit v reálném čase přehled o volných kapacitách v intenzivní péči a ve vazbě na ISIN zajistit včasnou reakci systému. Ředitel ÚZIS systém prezentoval jako prioritu, se záměrem jej během léta 2020 dovyvinout do podoby, aby mohl sloužit pro monitoring intenzivní péče a práce zdravotnické záchranné služby. Zdůraznil, že "je nutné sledovat ohniska a rizikové profese, na prvním místě zdravotnické profese.. Potvrzuje se nutnost soustředit pozornost na ohrožené skupiny."

### Mobilní a doplňkové aplikace

#### eRouška
Součástí systému ChK je i aplikace eRouška, která prostřednictvím bluetooth sleduje s kým přišla osoba, která má mobilní aplikaci spuštěnou, do blízkého kontaktu. V případě, že se v systému objeví někdo nakažený, jsou ostatní osoby informovány o tom, že byly ve styku s (anonymním) nakaženým. Aplikace nesleduje nezná osobní údaje ani polohu uživatele, ale pouze pseudonáhodné kódy ze zařízení, která se ocitla v blízkém okolí příslušného mobilního telefonu.

#### Lokalizační mapy
Doplněk lokalizačních map vygeneruje mapu pohybu nakažené osoby (tzv. vzpomínková mapa) a na základě té se pak s nakaženým snaží identifikovat osoby, které s ním přišli do styku a které je potřeba otestovat, jestli nejsou nakaženy. Nakažený musí s předáním dat souhlasit a po vyřešení jsou data do šesti hodin smazána.

### Další využití
V březnu 2022 firma Daktela linku 1221 "chytré karantény" nastavila tak, aby přes ni ukrajinští operátoři mohli začít poskytovat zdravotní poradenství svým spoluobčanům, kteří utíkají před válkou.
K propojení databáze "chytré karantény" se stávajícími systémy evidence cizinců a dalšími agendami státu vláda ČR uvolnila z vládní rozpočtové rezervy 145 milionu korun.

## Kontroverze
Televize Seznam již v červenci 2020 popsala jarní problém s nefunkčním trasováním i možnost jeho zbytečného opakování. "Od dubna vzniklo jen 615 vzpomínkových map, přestože se koronavirem nakazilo přes 13 000 lidí."
Na podzim se varování naplnilo.
Bezprostředně po pozitivním testu na covid-19 by dotyčného měla kontaktovat krajská hygienická stanice. V praxi však dochází k velkým zpožděním, což umožňuje další šíření infekce. Nejdéle nakažení na zavolání čekali v Brně a v Praze, v průměru tři a půl dne. Server iROZHLAS kromě toho dokládá čísly, že "hygienické stanice přestaly zvládat počty nakažených koncem září 2020 – na počátku měsíce u každého nakaženého hygienici obvolávali přibližně tři rizikové kontakty, v polovině října už jen jeden".
V průběhu října hygiena přes masivní personální posílení nezvládala do 24 hodin obvolat průměrně polovinu pozitivních případů a třetina již zjištěných rizikových kontaktů také zůstala nedořešena (údaje MZ ČR za 14 dní).
Kromě skluzu trasování měla Chytrá karanténa i řadu dalších problémů. Například se zapojením plzeňské a liberecké hygienické stanice, které pracovaly s vlastním systémem a do celostátní Daktely se připojily později.

## Podobné systémy ve světě
V Evropě existují obdobné trasovací systémy a aplikace. 
- V Německu byla v polovině června spuštěna aplikace Corona-Warn-App, byla přijata bez problémů.[7]
- Francouzská aplikace StopCovid ukládá data na centrální servery a také nebyla kompatibilní s ostatními zeměmi. Za to si StopCovid vysloužil kritiku IT expertů.[7]
- Švýcarská aplikace SwissCovid byla spuštěna do zkušebního provozu na konci května. V zemi byla vcelku dobře přijata.[7]
- Itálie má místní aplikaci Immuni app,
- Španělsko má místní aplikaci Radar Covid.
- Portugalská a norská aplikace si ve svých zemích vysloužily kritiku kvůli možnosti zneužití osobních údajů.[7]
- Britská aplikace (první verze) byla stažena jako nevyhovující.[7]

V souvislosti s novým koronavirem i dřívějšími epidemiemi vznikly podobné systémy i v mimoevropských zemích. V Jižní Koreji a Izraeli vláda sbírá mobilní data a vytváří mapu pohybu nakažených osob. Každý se může podívat, kde se taková nakažená osoba pohybovala a uvalit na sebe sama karanténu. 
V Jižní Koreji vznikl tento systém po epidemii MERSu v roce 2015, Izrael zavádí tento systém až v souvislosti s epidemií covidu-19.
Další systémy se pak označují jako elektronický plot a slouží k monitoringu nakažených. Cílem je aby nakažení dodržovali karanténu. Pokud ji nedodržují, data dostávají úřady, které pak proti nakaženým postupují.
Některé země jako třeba Írán masivně sbírají data o pohybu svých občanů. Následná opatření, která by ale měla vzniknout, nejsou prozatím známa.